# Muzeum Kosova
Muzeum Kosova (albánsky Muzeu i Kosovës, srbsky Музеј Косова/Muzej Kosova) je národní muzeum pro Kosovo. Sídlí v Prištině, na ulici Ibrahim Lutfiu. Muzeum, které sídlí v historické budově inspirované rakousko-uherskou architekturou 19. století, existuje jako samostatná instituce od roku 1949. Je nejstarší kulturní institucí svého druhu na území Kosova.
V průběhu několika desetiletí existence muzea se počet jeho expozic neustále rozšiřoval. V 70. letech mělo výstavu etnografickou archeologickou a přírodopisnou. V roce 1959 přibyla výstava o lidově-osvobozeneckém boji. Roku 1967 získalo muzeum původní vilu Emina Gjinolliho. Muzeum se později věnovalo četným archeologickým průzkumům na území autonomní oblasti. Od roku 1956 vydává i vlastní periodikum v albánštině (Buletin i Muzeut të Kosovës). V současné době má muzeum tři části: Etnologické muzeum, Muzeum nezávislosti a archeologický park. Třetí uvedený slouží jako lapidárium.